# Szultáni

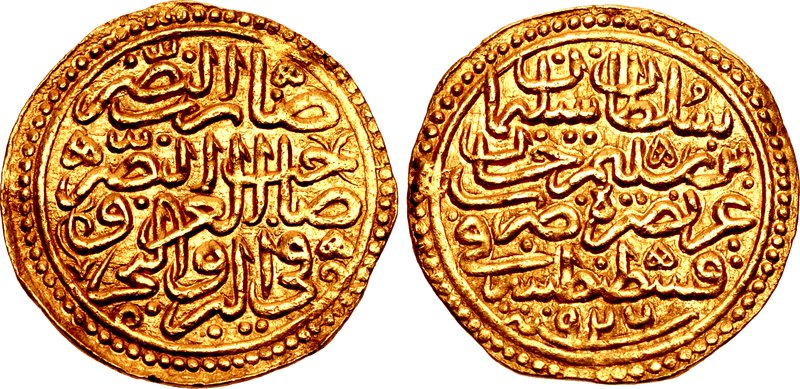
I. Szulejmán szultán aranypénze (1520–21)

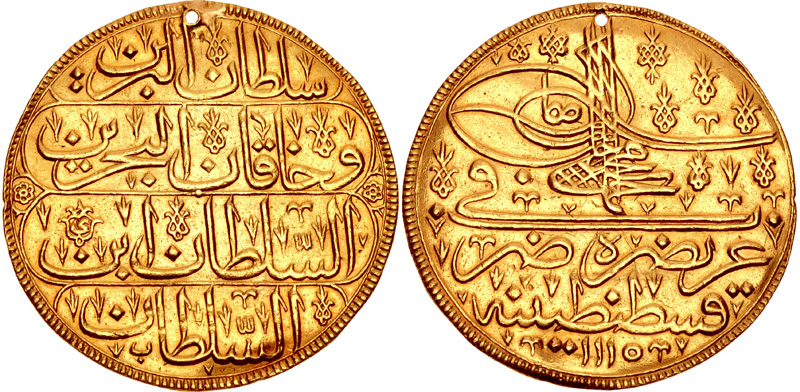
III. Ahmed szultán szultánija (1703)

A szultáni, haszené vagy altun (törökül: sultani) egy történelmi oszmán török aranypénz.
A szultáni bevezetéséig az oszmán pénzrendszer monometallisztikus (egyfémes) volt, alapját az ezüst akcse képezte. Aranyak is forogtak az országban, de ezek külföldi – főként velencei – eredetűek voltak. II. Mehmed Konstantinápoly elfoglalása után meg akarta törni Velence hatalmát, ennek egyik lépése az önálló aranypénzverés megindítása volt 1477–78-ban. Ezzel a birodalom bimetallisztikus pénzrendszerre tért át.
A szultánit a velencei aranyak (Zecchino vagy Sequino) mintájára verette. Az érméken – a legtöbb iszlám kiadáshoz hasonlóan – csak arab betűs szöveg szerepelt. Egy 1703-tól vert másik típus fő díszítése a tuğra. Az érmék finomsága az évszázadok során nem változott, az első csökkentés csak a 19. században történt meg.

## Külső hivatkozás
- Münzen Lexikon – Altun.
- Fodor Pál: Az oszmán pénzrendszer 16. századi válságáról